# Ілька (село)
Ілька (рос. Илька) — село (з 1973 по 2004 — робітниче селище) Заіграєвського району, Бурятії Росії. Входить до складу сільського поселення Ількінське.
Населення — 2610 осіб (2015 рік).

## Люди
У селі народився Галсанов Циденжаб Галсанович (1917—1992) — бурятський поет.